# Alexander Grigorjewitsch Goichbarg
Alexander Grigorjewitsch Goichbarg (russisch Александр Григорьевич Гойхбарг; * 1883; † 1962 in Moskau) war Professor für Zivilrecht an der Ersten Staatsuniversität in Moskau, Mitglied des Kollegiums des Volkskommissariats für Justiz der RSFSR.
Er gilt gemeinsam mit Jewgeni Bronislawowitsch Paschukanis, Pēteris Stučka und Michail Andrejewitsch Reissner zu den wichtigsten Rechtstheoretikern der frühen Sowjetunion.
Gemeinsam mit Stučka rezipierte er Léon Duguit in Russland. Er übersetzte ihn 1919 ins Russische und stellte einerseits seine bürgerliche Zugehörigkeit, andererseits die Fruchtbarkeit einer Lehren für das Sowjetrecht hervor. Als wichtigster Redakteur des ZGB führte Goichbarg diese Vorstellungen in das positive Sowjetrecht ein. In seiner Kommentierung des ZGB wendet er die Duguitschen, kollektivistisch verstandenen Lehren ganz allgemein auf die Interpretationslehre an. Dadurch werden alle subjektiven privaten Rechte relativiert und der Geltungsbereich des ZGB begrenzt. Insbesondere die Rechtsprechung zu Art. 1 ZGB, der subjektive Rechte nicht allgemein, sondern nur gemäß ihrer „function sociale“ schützt, war bis 1927 von Goichbarg beeinflusst.
Diese Position wir insbesondere von Stučka in seinem Werk Die Revolutionäre Rolle von Recht und Staat kritisiert.
1931 wurde Goichbarg offiziell als „unmarxistisch“ verdammt und 1938 von Wyschinski als „bürgerlicher Ideologe“ verurteilt.
Ihm wird eine rechtsnihilistische Haltung zugeschrieben, die in scheinbaren Gegensatz zu seinen legislatorischen Aktivitäten tritt. Recht war für ihn, wie für frühere Marxisten „das Opium des Volkes“, wobei er zwischen dem bürgerlichen und dem Sowjetischen Recht keine Trennlinie zog.

## Werke
- Osnovy castnogo imuscestvennogo prava (Grundlagen des Privaren Vermögensrechts), Moskau 1924 (In Auszügen auf Deutsch übersetzt in: Norbert Reich (Hrsg.), Marxistische und sozialistische Rechtstheorie (1972), S. 87 ff.)
- Kodeks RSFSR (Zivilkodex, Kommentar), Moskau 1924